# University at Buffalo

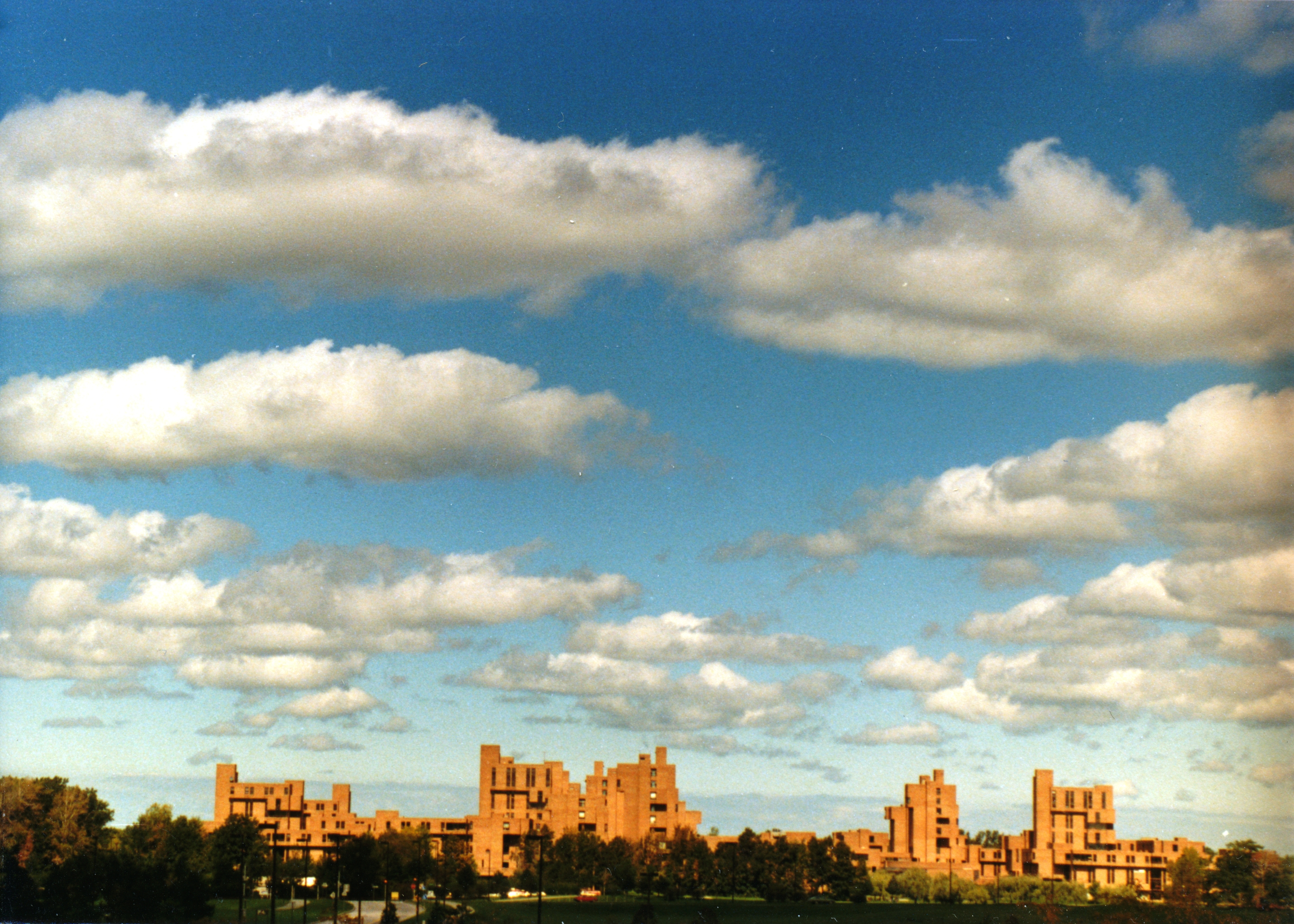
Ellicottův komplex v areálu univerzity

University at Buffalo, The State University of New York (také University at Buffalo nebo krátce UB) je státní univerzita v Buffalu v americkém státě New York. Školu navštěvuje 27 220 studentů, a je proto jedním ze čtyř základních článků State University of New York. Tato vysoká škola je také členem Asociace amerických univerzit (Association of American Universities), sdružení vedoucích amerických univerzit zaměřených na výzkum.

## Historie
Škola byla založena v roce 1846 jako lékařská vysoká škola. Začátkem 60. let byla University at Buffalo přijata do sítě SUNY (State University of New York).

## Sport
Sportovní týmy školy se nazývají Buffalo Bulls.

## Známé osobnosti

### Profesoři
- John Simmons Barth – americký spisovatel
- Ronald H. Coase – nositel Nobelovy ceny za ekonomii, 1991
- John Maxwell Coetzee – nositel Nobelovy ceny za literaturu, 2003
- John Carew Eccles – nositel Nobelovy ceny za medicínu, 1963
- Michel Foucault – historik a filozof
- Herbert A. Hauptman – nositel Nobelovy ceny za chemii, 1985
- Jörg Guido Hülsmann – německý ekonom

### Absolventi
- Gregory Jarvis – americký kosmonaut
- Cindy Sherman – americká fotografka a režisérka
- Daniel D. Novotný – český filosof, šéfredaktor Studií Neoaristotelica, Proděkan pro zahraniční vztahy Teologické fakulty Jihočeské univerzity v Českých Budějovicích.